# 1982 في جنوب إفريقيا
فيما يلي قوائم الأحداث التي وقعت خلال عام 1982 في جنوب أفريقيا.

## رياضة
- 23 يناير – جائزة جنوب أفريقيا الكبرى 1982 الفائز ألن بروست.

## مواليد

### يناير
- 1 يناير – أنجيلا دي جيسوس فنانة جنوب أفريقية.
- 1 يناير – ديفيد ويسليس مدرب اتحاد رغبي جنوب أفريقي.

### فبراير
- 9 فبراير – تسيتسى مواها لاعب كرة قدم جنوب أفريقي.
- 10 فبراير – مارك روزنبرغ لاعب كركيت من المملكة المتحدة.
- 18 فبراير – جوناثان غرينفيلد لاعب كرة قدم جنوب أفريقي.
- 25 فبراير – نورمان سميث لاعب كرة قدم جنوب أفريقي.

### مارس
- 8 مارس – بريت إيفانز لاعب كرة قدم جنوب أفريقي.
- 8 مارس – تشين فولر لاعب كرة قدم.
- 17 مارس – جابولاني مالوليكي لاعب كرة قدم جنوب أفريقي.
- 17 مارس – ستيفن بينار لاعب كرة قدم جنوب أفريقي.
- 27 مارس – برادلي ريتسون لاعب كرة قدم جنوب أفريقي.
- 30 مارس – روبي هاريس لاعب رغبي جنوب أفريقي.
- 31 مارس – راشيل بارلو مبارزة بالسيف جنوب أفريقية.

### أبريل
- 7 أبريل – هندريك فيرمولين مصمم أزياء جنوب أفريقي.
- 9 أبريل – غيرت شالكويك لاعب كرة قدم جنوب أفريقي.
- 14 أبريل – ديو سيبيسي لاعب كرة قدم جنوب أفريقي.
- 22 أبريل – جوانا فان دي فينكل درّاجة طريق جنوب أفريقية.

### مايو
- 2 مايو – جون بوتا لاعب كركيت جنوب أفريقي.
- 10 مايو – ديريك سبنسر لاعب كرة قدم جنوب أفريقي.
- 14 مايو – شون نوريس لاعب غولف جنوب أفريقي.
- 17 مايو – سيبوسيسو ماهلانجو لاعب كرة قدم جنوب أفريقي.
- 18 مايو – كاتليغو ماشيغو لاعب كرة قدم جنوب أفريقي.
- 24 مايو – لوسفو ابريل

### يونيو
- 9 يونيو – رينيلوي ليتشولونياني لاعب كرة قدم جنوب أفريقي.
- 10 يونيو – ستيوارت بيري
- 11 يونيو – جاك فريتاج منافِس أوليمبي جنوب أفريقي.
- 17 يونيو – مابوتي خانيانزا لاعب كرة قدم جنوب أفريقي.

### يوليو
- 13 يوليو – دومينيك إيزاك لاعب كرة قدم جنوب أفريقي.

### أغسطس
- 20 أغسطس – دارين ليل دراج جنوب أفريقي.

### سبتمبر
- 1 سبتمبر – أشلي هارتوغ لاعب كرة قدم جنوب أفريقي.
- 3 سبتمبر – شاد هاربر لاعب كرة قدم جنوب أفريقي.
- 7 سبتمبر – دينيسي هوب لاعب اتحاد رغبي جنوب أفريقي.
- 10 سبتمبر – غاريث وليامز لاعب كرة قدم ويلزي.

### أكتوبر
- 1 أكتوبر – مات ستيفنز لاعب اتحاد رغبي جنوب أفريقي.
- 6 أكتوبر – جون أندرسون لاعب كركيت أيرلندي.
- 6 أكتوبر – مورتي مثالاني ملاكم جنوب أفريقي.
- 14 أكتوبر – دانيلا بوتا كاتبة جنوب أفريقية.
- 16 أكتوبر – رافين كلاسين لاعب كرة مضرب جنوب أفريقي.
- 19 أكتوبر – لويس أوستويزن لاعب غولف جنوب أفريقي.
- 22 أكتوبر – ليونيل سميت

### نوفمبر
- 3 نوفمبر – ثابو سيبتيمبر لاعب كرة قدم جنوب أفريقي.
- 3 نوفمبر – روبن كلويت لاعب كرة قدم جنوب أفريقي.
- 3 نوفمبر – ماريو أوليفييه لاعب كركيت جنوب أفريقي.
- 4 نوفمبر – دافي جاكوبس لاعب كركيت جنوب أفريقي.
- 26 نوفمبر – باول بيرن لاعب كرة قدم جنوب أفريقي.
- 29 نوفمبر – ستيفن كوك لاعب كركيت جنوب أفريقي.

### ديسمبر
- 10 ديسمبر – غوردون غيلبرت لاعب كرة قدم جنوب أفريقي.
- 15 ديسمبر – فيكتور جوميز حكم كرة قدم جنوب أفريقي.
- 22 ديسمبر – تيكو موديسي لاعب كرة قدم جنوب أفريقي.

## وفيات

### يوليو
- 16 يوليو – شارل روبيرت سوارت (مواليد 1894) سياسي جنوب أفريقي.

### أغسطس
- 11 أغسطس – نورمان فاركوهارسون (مواليد 1907) لاعب كرة مضرب جنوب أفريقي.

### أكتوبر
- 26 أكتوبر – مونيكا ويلسون (مواليد 1908) عالمة بعلوم الإنسان جنوب أفريقية.